# Henryk Dobrzycki

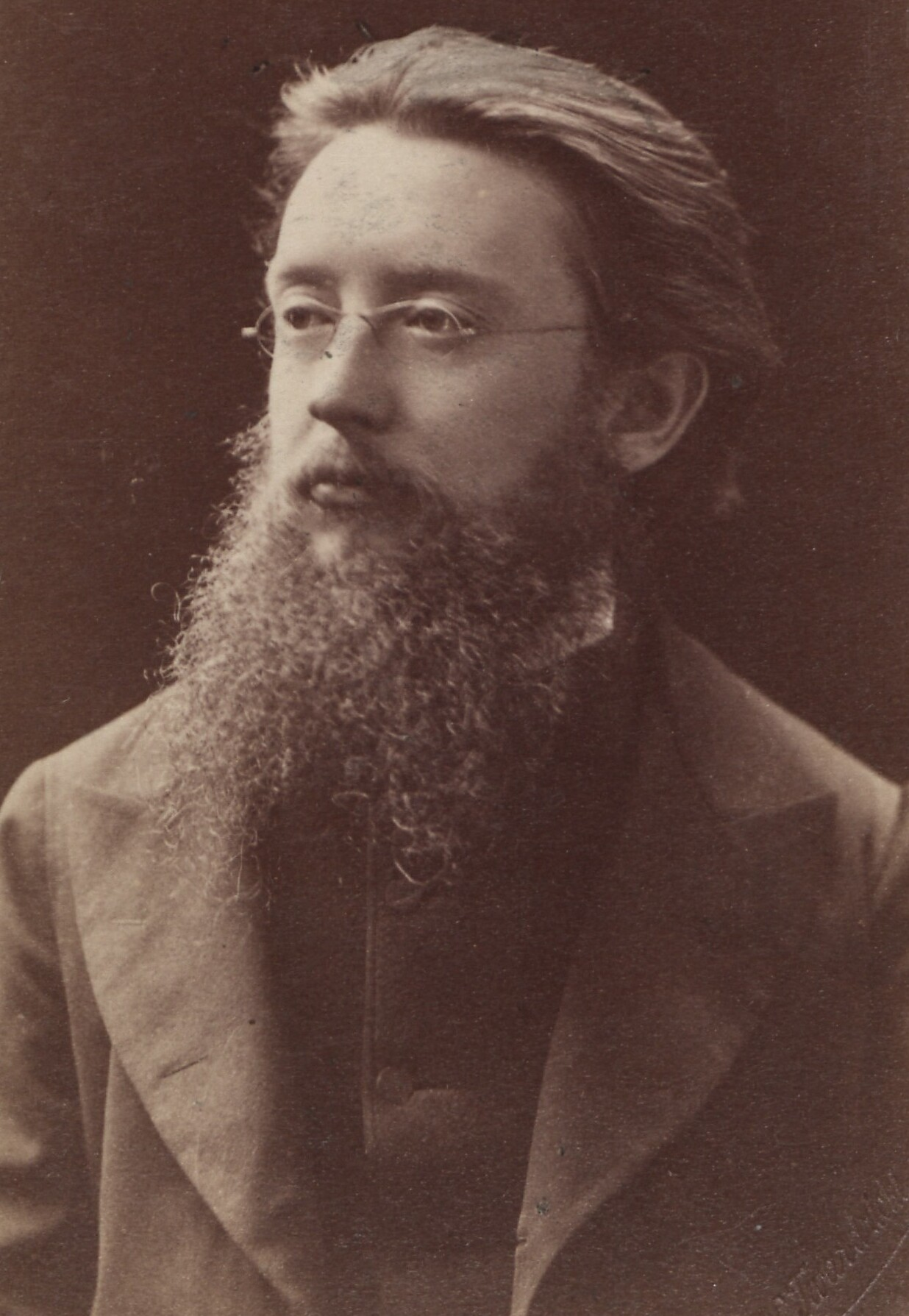
Henryk Dobrzycki

Henryk Dobrzycki (* 5. Januar 1841 in Kalisch, Polen; † 7. März 1914 in Warschau) war ein berühmter polnischer Arzt, Philanthrop, Musikwissenschaftler und Komponist.

## Leben

### Studien

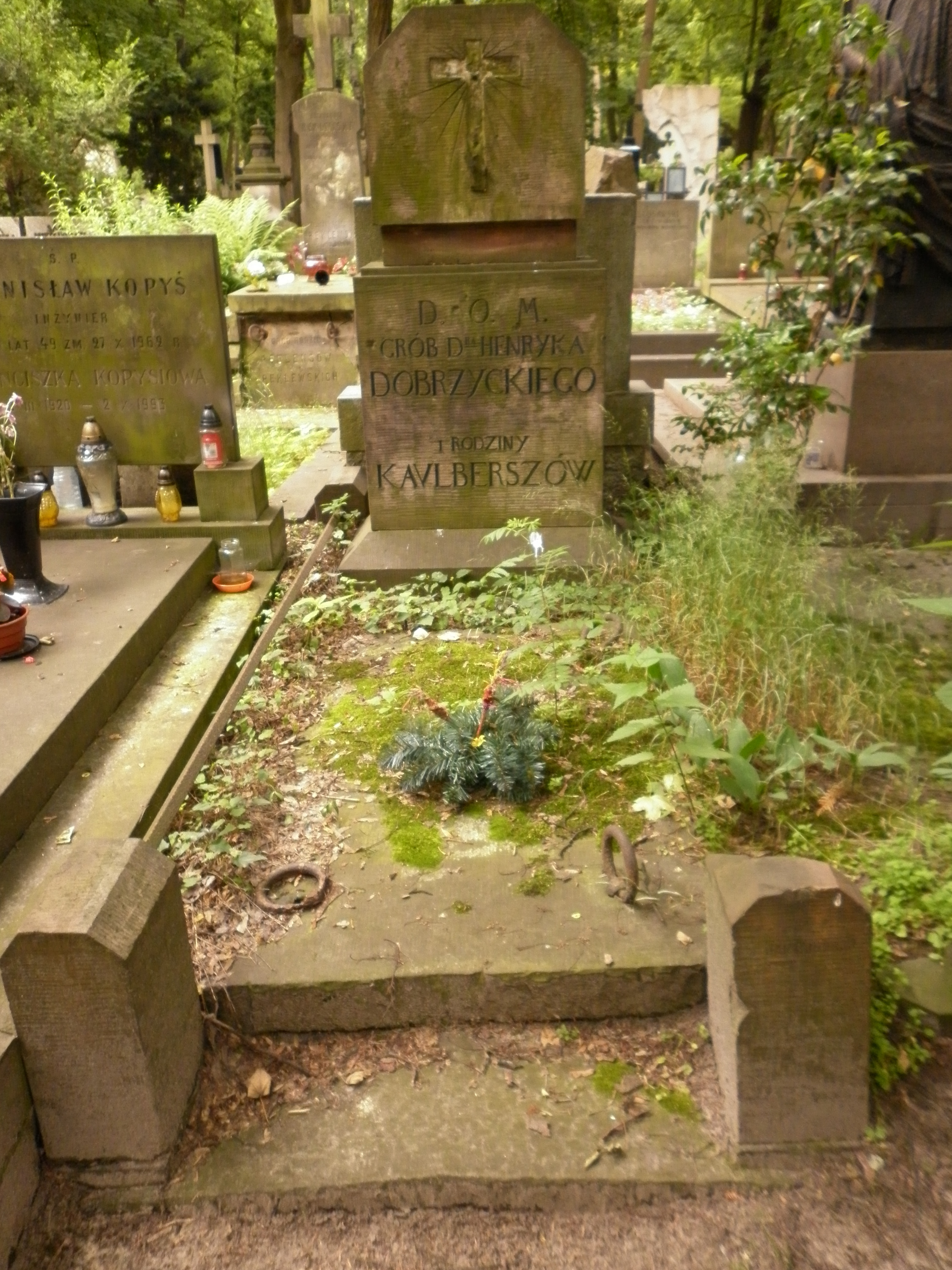
Grab von Henryk Dobrzycki

Dobrzycki kam in der Stadt Kalisch als Sohn des Stadtbeamten Hipolit Dobrzycki und seiner Frau Barbara geb. Lipska zur Welt. Er stammte aus einer patriotischen Familie des Kleinadels. Im Jahre 1858 legte er das Abiturexamen an der Städtischen Realschule ab. Er begann ein Architekturstudium an der Warschauer Akademie der Schönen Künste. Dieses musste er jedoch wegen einer Augenkrankheit abbrechen. 1860 immatrikulierte sich Dobrzycki an der Medizinisch-Chirurgischen Akademie in Warschau. Nach einem Jahr wechselte er an die Universität Breslau, wo er zwei Semester absolvierte. Danach kehrte er wieder nach Warschau zurück. Das ärztliche Diplom erhielt er im Jahre 1864 an der Warschauer Hauptschule. Zu seinen Lehrern und späteren Mitarbeitern gehörten unter anderen Tytus Chałubiński und Franciszek Sokalski.

### Berufliche Tätigkeit
Schon als Student der Medizin pflegte Dobrzycki verwundete Teilnehmer des Januaraufstands 1863. In dieser Zeit lernte er auch das schwere Schicksal der Landbevölkerung in Kongresspolen kennen und beschloss, ihr durch seine Arbeit zu dienen. Statt eine Praxis in einer Großstadt zu eröffnen, ging er nach Mienia bei Mińsk Mazowiecki, wo er Polens erste und eine von Europas ersten Heilanstalten für unbemittelte Schwindsucht-Patienten gründete. Er verbrachte dort 15 Jahre und veröffentlichte zahlreiche wissenschaftliche Berichte über seine Arbeit. Bald wurde er zu einer von Polens größten Autoritäten auf dem Gebiete der Tuberkulosen-Heilkunde und Klimatologie.
1879 übersiedelte Dobrzycki nach Warschau, wo er zusammen mit Chalubinski und Sokalski eine Stiftung gründete, die die polnische medizinwissenschaftliche Forschung unterstützte. 1898 wurde die „Hygienische Gesellschaft“ gegründet und Dobrzycki übernahm die Leitung der Abteilung für Klima- und Wasser-Kurorte. Er wurde auch zum Ehrenmitglied der Warschauer Ärztekammer und zum Ordentlichen Mitglied der Warschauer Wissenschaftlichen Gesellschaft ernannt.

### Wissenschaftliche Tätigkeit
Henryk Dobrzycki besaß keine wissenschaftlichen Titel oder Grade, war aber trotzdem eine weltweit anerkannte wissenschaftliche Autorität. Er nahm an Ärztekongressen in Wien, (1873), Rom, (1894) und Sankt Petersburg, (1898) teil. Auf seinen Antrag wurde die internationale Sektion der ärztlichen Presse geschaffen. Er war auch Gründer der Warschauer Zeitschrift Klinika (Klinik) und Hauptredakteur der Zeitschrift „Medycyna i kronika lekarska“ (Medizin und ärztliche Chronik). Er verfasste etwa 125 wissenschaftliche und populärwissenschaftliche Arbeiten. Dobrzycki beschäftigte sich vor allem mit der Tuberkulose und dem Weichselzopf, hinterließ aber auch u. a. eine Statistik der Unfälle bei der Arbeit mit landwirtschaftlichen Maschinen, das Projekt eines Einfamilienhauses für Bauern mit musterhaften hygienischen Einrichtungen, eine Analyse der Arbeit in den Setzereien aus toxikologischer und orthopädischer Sicht, und eine Geschichte der medizinischen Ausbildung in Kongresspolen. Er war auch einer der Pioniere bei der Schöpfung der Sommerkolonien für unbemittelte Stadtkinder.

### Tätigkeit auf dem Gebiet der Kultur
Dobrzycki war Vorstandsmitglied der einst von Ernst Theodor Amadeus Hoffmann begründeten Warschauer Musikgesellschaft und als solcher schuf er eine besondere Chopin – Sektion, die die Feierlichkeiten zum 50. Todestag des Komponisten organisierte, ein Chopinmuseum gründete und Gelder für den Bau des Chopindenkmals in Warschau sammelte. Gleichzeitig war er Vorstandsmitglied der Gesellschaften für Allgemeine Bibliotheken und für Förderung der Schönen Künste.
Unter seinen eigenen Kompositionen sind zu erwähnen das Lied „Kennst du das Land“ zu einem Text von Maria Konopnicka (nach Goethe), und ein paar Polonaisen zum Stück „Burggrafenmet“ des Józef Ignacy Kraszewski. Er war auch Romanautor und schrieb mehrere Arbeiten zur polnischen Kunst-, Literatur- und Musikgeschichte.
Um ihn zu ehren, schuf die Warschauer Gesellschaft für Hygiene nach seinem Tode eine nach ihm benannte Stiftung und ein Stipendium für Volksschullehrer.

## Werke (Auswahl, Titel übersetzt)
- Völlig neue und leichtgemachte Art des Lesens des Polnischen, oder ein kleines polnisches ABC, (1862);
- Zur Entstehung des systolischen Herzenkrampfes, (1864);
- Über den Weichselzopf, allgemein „polca polonica“ genannt, (1877);
- Die Bronchitis als Ursache der Schwindsucht, (1884);
- Über die Heilung der Lungentuberkulose, (1891);
- Einige Worte über Chopins Porträts, (1894);
- Andriolli in der Kunst und im Gesellschaftsleben, (1904);
- Roman Im Dorfe, (1904);
- Chopins Volkszugehörigkeit, (1908).